# Идентичне честице
Идентичне честице у квантној механици су честице које се не разликују по маси, наелектрисању, спину, изоспину или било којој другој унутрашњој карактеристици. Идентичне честице су дефинисане постулатом неразличивости који тврди да се идентичне честице не могу разликовати никаквим мерењем. 
Иако се у класичном приступу честице теоријски увек могу разликовати и неједнозначност описа може бити последица једино због недовољне прецизности експерименталног приступа, у квантно-механичком приступу неразличивост постоји и теоријски, што је дозвољено због релација неодређености кад се услед велике прецизности једне променљиве, друга одговарајућа променљива све мање може одредити.

## Функција стања идентичних честица
Идентичне честице могу бити репрезентоване у простору који представља тензорски производ једночестичних простора и тада се особина неразличивости додатно намеће. Други начин репрезентације је преко Фоковог простора, где је идентичност честица окарактерисана самим особинама простора и у овом приступу стање није одређено бројем честица односно ексцитација, већ их може бити произвољно много. Тај поступак се назива друга квантизација и користи се у квантној теорији поља.
Нека је таласна функција стања која описује N индентичних честица представљена као: {\displaystyle |r_{1},s_{1},\dots ,r_{k},s_{k},\dots ,r_{l},s_{l},\dots ,r_{N},s_{N}>}. Тада та таласна функција мора бити непромењива на замену места две честице, што се може представити помоћу оператора замене {\displaystyle P_{kl}}:
{\displaystyle P_{kl}|r_{1},s_{1},\dots ,r_{k},s_{k},\dots ,r_{l},s_{l},\dots ,r_{N},s_{N}>=|r_{1},s_{1},\dots ,r_{l},s_{l},\dots ,r_{k},s_{k},\dots ,r_{N},s_{N}>}
а да би честице биле идентичне, оператор замене мора бити унитаран и двострука замена враћа таласну функцију у почетну . Одавде се добија да својствене вредности оператора измене могу бити 1 или -1, а стања идентичних честица су његова својствена стања. Додатно, идентичне честице исте врсте морају имати исту вредност фактора ±1 да би њихове линеарне комбинације биле дозвољена физичка стања. Фактор ±1 одређен је целобројношћу спина честице, те је тако тај фактор једнак 1 за бозоне који имају целобројни спин, а једнак је -1 за фермионе чији је спин полуцели број. Ово својство је последица теорије релативности што се не може видети у квантној механици, тек у квантној теорији поља.
Транспозиције честица су најједноставнији елементи групе симетрије која описује идентичне честице, тј. групи пермутација. У овој групи има {\displaystyle {\frac {N(N+1)}{2}}} транспозиција и {\displaystyle N!} пермутација, где се свака пермутација може разложити на транспозиције, но не јединствено, али је парност броја транспозиција у свим пермутацијама једнака, што даје и особину парности за ту групу.